# Leonard Fedi
Leonard Fedi, hrvatski bosanskohercegovački bivši nogometaš. Igrao za Željezničar iz Sarajeva. Počevši od sezone 1922./23. igrao je za Željezničar pet sezona. Željezničar je tad igrao u rangu sarajevskog nogometnog podsaveza i podsaveznoj ligi.